# Aport (prawo)
Aport – wkład niepieniężny wniesiony do spółki handlowej oznaczający wartość majątkową wnoszoną do spółki, w postaci wartości niematerialnych (praw) lub rzeczy. Jego wniesienie oznacza przeniesienie na spółkę wszelkich praw do przedmiotu wkładu (czyli jego własności).
Aportem mogą być m.in. rzeczy ruchome (ruchomości), nieruchomości, wierzytelności, patenty, a nawet przedsiębiorstwo jako całość. Jego wyceną zajmuje się wspólnik, który chce wnieść aport, w razie wątpliwości prawidłowego wycenienia, wspólnik powinien skorzystać z usług profesjonalisty np. rzeczoznawcy majątkowego.
Istnieją mechanizmy, które mają na celu zabezpieczenie wnoszenia wartości niepieniężnych przed działaniami na szkodę spółki. W przypadku spółek z o.o. wymagane jest zgłoszenie oświadczenia rejestracyjnego, którego konieczność jest podyktowana potrzebą uniknięcia zawyżenia wartości nominalnej wkładu aportowego. Spółki akcyjne stosują bardziej rozbudowany mechanizm, aportowe akcje muszą przed zarejestrowaniem zostać opłacone w co najmniej jednej czwartej wartości nominalnej, pokryte zaś nie później niż przed upływem roku po rejestracji spółki.